# Pelle Kanin
Pelle Kanin, på engelska Peter Rabbit, är en rollfigur som förekommer i olika barnsagor av den brittiska barnboksförfattaren Beatrix Potter. Karaktären förekom först i Sagan om Pelle Kanin (The Tale of Peter Rabbit) 1902, och sedan i ytterliga fem böcker. 
Han är klädd i blå jacka och går runt i träskor.

## Film och TV
Sagorna om Pelle Kanin och hans vänner har flera gånger gjorts om till film, teater och tv. Bland annat gjordes 1993 en animerad serie för BBC, The World of Peter Rabbit and Friends, som efteråt har släppts på VHS och DVD. I december 2012 gjordes en ny, datoranimerad tv-serie för barn, Peter Rabbit, som premiärvisades på Nickelodeon. I Sverige gick den även på Barnkanalen, under namnet Pelle Kanin.

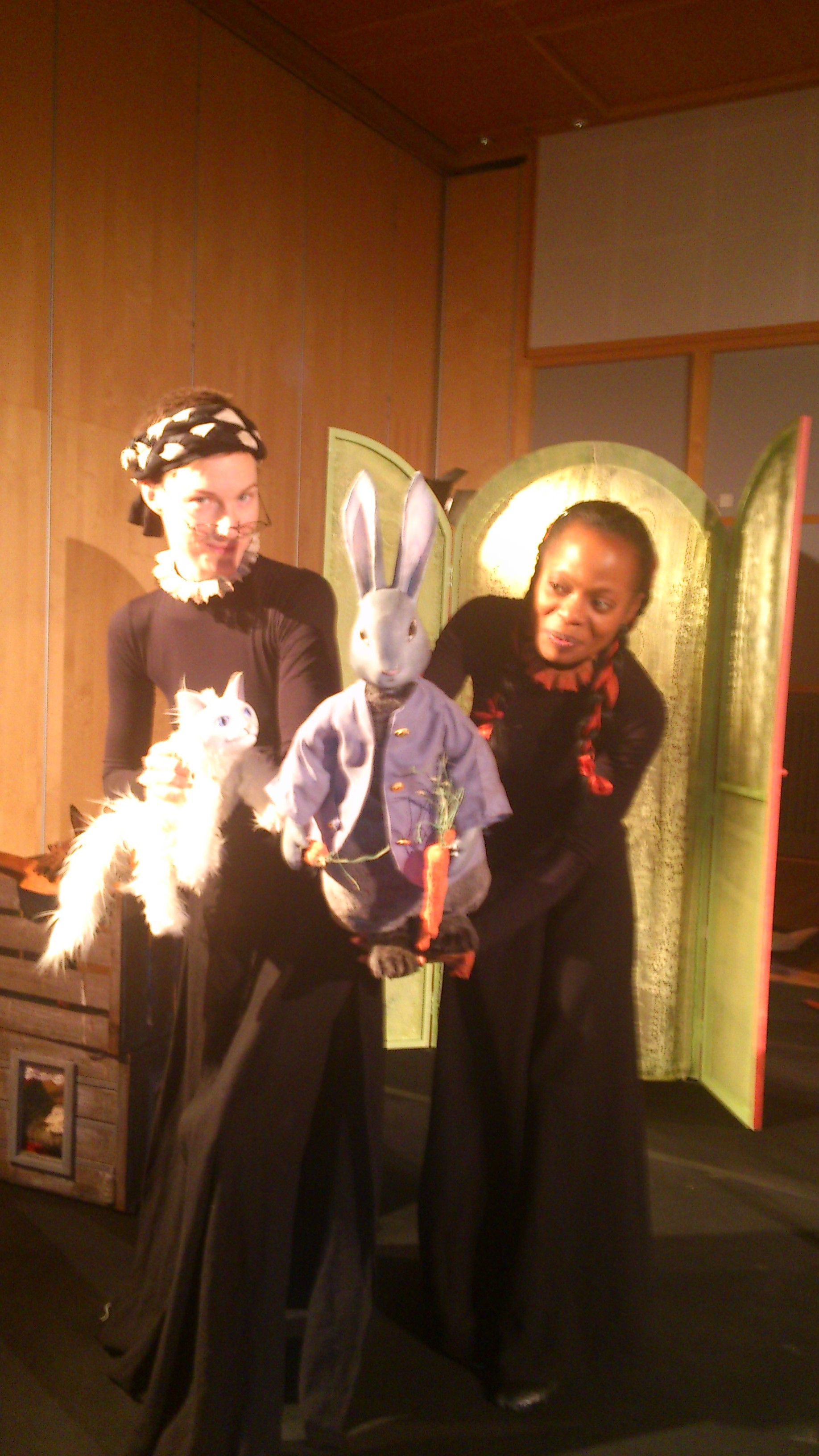
Dockspelare med Pelle Kanin i "Beatrix värld" av Dockteatern Tittut (2015)